# مسابقات قهرمانی بسکتبال آسیا ۱۹۸۹
مسابقات قهرمانی بسکتبال آسیا ۱۹۸۹ پانزدهمین دورهٔ قهرمانی آسیا برای مردان می‌باشد که از ۱۵ تا ۲۴ سپتامبر در پکن، چین برگزار گردید.

## قرعه‌کشی
| گروه A                                          | گروه B                                          | گروه C                         | گروه D                               |
| ----------------------------------------------- | ----------------------------------------------- | ------------------------------ | ------------------------------------ |
| چین · تایلند · سنگاپور · کویت * · عربستان سعودی | کرهٔ جنوبی · مالزی · اندونزی * · ایران · پاکستان | ژاپن · هند · بحرین * · سوریه * | فیلیپین · تایوان · هنگ کنگ · بنگلادش |

* کویت، بحرین و سوریه پس از قرعه‌کشی، از رقابت‌ها کنار کشیدند، در همین راستا، برای حفظ تعادل بین تعداد تیم‌های هر گروه، اندونزی به گروه C منتقل گردید.

## دور مقدماتی

### گروه A
| تیم           | بازی | برد | باخت | امتیاز برده | امتیاز باخته | تفاضل | امتیازات |
| ------------- | ---- | --- | ---- | ----------- | ------------ | ----- | -------- |
| چین           | ۳    | ۳   | ۰    | ۲۹۶         | ۱۷۱          | ۱۲۵+  | ۶        |
| عربستان سعودی | ۳    | ۲   | ۱    | ۲۴۹         | ۲۴۱          | ۸+    | ۵        |
| سنگاپور       | ۳    | ۱   | ۲    | ۱۶۹         | ۲۴۰          | ۷۱−   | ۴        |
| تایلند        | ۳    | ۰   | ۳    | ۱۷۸         | ۲۴۰          | ۶۲−   | ۳        |

| ۱۵ سپتامبر ۲۰:۱۵ |

|  |

| چین                               | ۱۰۲–۷۲ | عربستان سعودی |
| امتیاز بر پایه نیمه: ۵۷–۳۷, ۴۵–۳۵ |        |               |

| ۱۶ سپتامبر |

|  |

| عربستان سعودی                     | ۹۱–۶۳ | سنگاپور |
| امتیاز بر پایه نیمه: ۴۴–۳۷, ۴۷–۲۶ |       |         |

| ۱۶ سپتامبر |

|  |

| چین                               | ۹۶–۵۱ | تایلند |
| امتیاز بر پایه نیمه: ۵۱–۲۷, ۴۵–۲۴ |       |        |

| ۱۷ سپتامبر |

|  |

| تایلند                            | ۵۱–۵۸ | سنگاپور |
| امتیاز بر پایه نیمه: ۲۹–۳۰, ۲۲–۲۸ |       |         |

| ۱۸ سپتامبر |

|  |

| سنگاپور                           | ۴۸–۹۸ | چین |
| امتیاز بر پایه نیمه: ۲۲–۵۲, ۲۶–۴۶ |       |     |

| ۱۹ سپتامبر |

|  |

| تایلند                            | ۷۶–۸۶ | عربستان سعودی |
| امتیاز بر پایه نیمه: ۴۰–۴۵, ۳۶–۴۱ |       |               |

### گروه B
| تیم       | بازی | برد | باخت | امتیاز برده | امتیاز باخته | تفاضل | امتیازات |
| --------- | ---- | --- | ---- | ----------- | ------------ | ----- | -------- |
| کرهٔ جنوبی | ۳    | ۳   | ۰    | ۳۴۱         | ۲۶۲          | ۷۹+   | ۶        |
| ایران     | ۳    | ۲   | ۱    | ۲۹۴         | ۲۶۱          | ۳۳+   | ۵        |
| مالزی     | ۳    | ۱   | ۲    | ۲۵۳         | ۲۸۳          | ۳۰−   | ۴        |
| پاکستان   | ۳    | ۰   | ۳    | ۲۵۹         | ۳۴۱          | ۸۲−   | ۳        |

| ۱۵ سپتامبر ۱۴:۰۰ |

|  |

| کرهٔ جنوبی                         | ۱۲۰–۹۶ | ایران |
| امتیاز بر پایه نیمه: ۵۴–۴۶, ۶۶–۵۰ |        |       |

| ۱۶ سپتامبر |

|  |

| کرهٔ جنوبی                         | ۹۵–۷۲ | مالزی |
| امتیاز بر پایه نیمه: ۳۹–۴۶, ۵۶–۲۶ |       |       |

| ۱۷ سپتامبر |

|  |

| پاکستان                           | ۹۴–۱۲۶ | کرهٔ جنوبی |
| امتیاز بر پایه نیمه: ۵۱–۶۲, ۴۳–۶۴ |        |           |

| ۱۷ سپتامبر |

|  |

| ایران                             | ۹۰–۷۴ | مالزی |
| امتیاز بر پایه نیمه: ۴۳–۴۱, ۴۷–۳۳ |       |       |

| ۱۸ سپتامبر |

|  |

| ایران                             | ۱۰۸–۶۷ | پاکستان |
| امتیاز بر پایه نیمه: ۵۵–۳۹, ۵۳–۲۸ |        |         |

| ۱۹ سپتامبر |

|  |

| مالزی                             | ۱۰۷–۹۸ | پاکستان |
| امتیاز بر پایه نیمه: ۵۷–۵۲, ۵۰–۴۶ |        |         |

### گروه C
| تیم     | بازی | برد | باخت | امتیاز برده | امتیاز باخته | تفاضل | امتیازات |
| ------- | ---- | --- | ---- | ----------- | ------------ | ----- | -------- |
| ژاپن    | ۲    | ۲   | ۰    | ۱۶۱         | ۱۰۴          | ۵۷+   | ۴        |
| هند     | ۲    | ۱   | ۱    | ۱۶۰         | ۱۴۹          | ۱۱+   | ۳        |
| اندونزی | ۲    | ۰   | ۲    | ۱۰۶         | ۱۷۴          | ۶۸−   | ۲        |

| ۱۶ سپتامبر |

|  |

| ژاپن                              | ۸۱–۳۷ | اندونزی |
| امتیاز بر پایه نیمه: ۳۶–۲۰, ۴۵–۱۷ |       |         |

| ۱۷ سپتامبر |

|  |

| اندونزی                           | ۶۹–۹۳ | هند |
| امتیاز بر پایه نیمه: ۳۳–۴۸, ۳۶–۴۵ |       |     |

| ۱۸ سپتامبر |

|  |

| ژاپن                              | ۸۰–۶۷ | هند |
| امتیاز بر پایه نیمه: ۴۷–۳۱, ۳۳–۳۶ |       |     |

### گروه D
| تیم     | بازی | برد | باخت | امتیاز برده | امتیاز باخته | تفاضل | امتیازات |
| ------- | ---- | --- | ---- | ----------- | ------------ | ----- | -------- |
| تایوان  | ۳    | ۳   | ۰    | ۳۴۵         | ۲۰۵          | ۱۴۰+  | ۶        |
| فیلیپین | ۳    | ۲   | ۱    | ۳۳۹         | ۲۳۲          | ۱۰۷+  | ۵        |
| هنگ کنگ | ۳    | ۱   | ۲    | ۲۶۶         | ۲۷۳          | ۷−    | ۴        |
| بنگلادش | ۳    | ۰   | ۳    | ۱۵۸         | ۳۹۸          | ۲۴۰−  | ۳        |

| ۱۶ سپتامبر ۱۹:۰۰ |

|  |

| فیلیپین                           | ۱۵۰–۵۲ | بنگلادش |
| امتیاز بر پایه نیمه: ۸۰–۲۴, ۷۰–۲۸ |        |         |

| ۱۶ سپتامبر |

|  |

| تایوان                            | ۱۱۳–۷۰ | هنگ کنگ |
| امتیاز بر پایه نیمه: ۵۶–۳۰, ۵۷–۴۰ |        |         |

| ۱۷ سپتامبر |

|  |

| بنگلادش                           | ۶۱–۱۳۵ | تایوان |
| امتیاز بر پایه نیمه: ۳۲–۶۸, ۲۹–۶۷ |        |        |

| ۱۷ سپتامبر ۱۵:۴۵ |

|  |

| فیلیپین                           | ۱۱۵–۸۳ | هنگ کنگ |
| امتیاز بر پایه نیمه: ۶۸–۴۴, ۴۷–۳۹ |        |         |

| ۱۹ سپتامبر |

|  |

| هنگ کنگ                           | ۱۱۳–۴۵ | بنگلادش |
| امتیاز بر پایه نیمه: ۵۹–۲۶, ۵۴–۱۹ |        |         |

| ۱۹ سپتامبر ۲۰:۴۵ |

|  |

| فیلیپین                           | ۷۴–۹۷ | تایوان |
| امتیاز بر پایه نیمه: ۴۲–۵۷, ۳۲–۴۰ |       |        |

## دور یک‌چهارم نهایی

### گروه I
| تیم     | بازی | برد | باخت | امتیاز برده | امتیاز باخته | تفاضل | امتیازات |
| ------- | ---- | --- | ---- | ----------- | ------------ | ----- | -------- |
| چین     | ۳    | ۳   | ۰    | ۳۲۷         | ۲۱۵          | ۱۱۲+  | ۶        |
| ژاپن    | ۳    | ۲   | ۱    | ۲۲۹         | ۲۱۴          | ۱۵+   | ۵        |
| ایران   | ۳    | ۱   | ۲    | ۲۱۸         | ۲۷۴          | ۵۶−   | ۴        |
| فیلیپین | ۳    | ۰   | ۳    | ۲۲۶         | ۲۹۷          | ۷۱−   | ۳        |

| ۲۰ سپتامبر |

|  |

| ایران                             | ۵۳–۷۳ | ژاپن |
| امتیاز بر پایه نیمه: ۲۴–۴۲, ۲۹–۳۱ |       |      |

| ۲۰ سپتامبر |

|  |

| چین                               | ۱۱۸–۷۳ | فیلیپین |
| امتیاز بر پایه نیمه: ۶۳–۳۶, ۵۵–۳۷ |        |         |

| ۲۱ سپتامبر |

|  |

| چین                               | ۱۱۵–۷۲ | ایران |
| امتیاز بر پایه نیمه: ۶۰–۳۵, ۵۵–۳۷ |        |       |

| ۲۱ سپتامبر ۲۰:۰۰ |

|  |

| ژاپن                              | ۸۶–۶۷ | فیلیپین |
| امتیاز بر پایه نیمه: ۴۸–۳۵, ۳۸–۳۲ |       |         |

| ۲۲ سپتامبر |

|  |

| فیلیپین                           | ۸۶–۹۳ | ایران |
| امتیاز بر پایه نیمه: ۴۶–۴۷, ۴۰–۴۶ |       |       |

| ۲۲ سپتامبر |

|  |

| چین                               | ۹۴–۷۰ | ژاپن |
| امتیاز بر پایه نیمه: ۴۶–۳۷, ۴۸–۳۳ |       |      |

### گروه II
| تیم           | بازی | برد | باخت | امتیاز برده | امتیاز باخته | تفاضل | امتیازات |
| ------------- | ---- | --- | ---- | ----------- | ------------ | ----- | -------- |
| کرهٔ جنوبی     | ۳    | ۳   | ۰    | ۳۰۰         | ۲۶۰          | ۴۰+   | ۶        |
| تایوان        | ۳    | ۲   | ۱    | ۲۷۸         | ۲۷۳          | ۵+    | ۵        |
| هند           | ۳    | ۱   | ۲    | ۲۳۳         | ۲۷۰          | ۳۷−   | ۴        |
| عربستان سعودی | ۳    | ۰   | ۳    | ۲۴۳         | ۲۵۱          | ۸−    | ۳        |

| ۲۰ سپتامبر |

|  |

| عربستان سعودی                     | ۸۸–۹۲ | تایوان |
| امتیاز بر پایه نیمه: ۵۵–۵۱, ۳۳–۴۱ |       |        |

| ۲۰ سپتامبر |

|  |

| کرهٔ جنوبی                         | ۱۰۳–۸۶ | هند |
| امتیاز بر پایه نیمه: ۵۶–۴۱, ۴۷–۴۵ |        |     |

| ۲۱ سپتامبر |

|  |

| عربستان سعودی                     | ۸۳–۸۵ | کرهٔ جنوبی |
| امتیاز بر پایه نیمه: ۴۳–۴۲, ۴۰–۴۳ |       |           |

| ۲۱ سپتامبر |

|  |

| هند                               | ۷۳–۹۵ | تایوان |
| امتیاز بر پایه نیمه: ۳۵–۵۰, ۳۸–۴۵ |       |        |

| ۲۲ سپتامبر |

|  |

| عربستان سعودی                     | ۷۲–۷۴ | هند |
| امتیاز بر پایه نیمه: ۳۲–۳۳, ۴۰–۴۱ |       |     |

| ۲۲ سپتامبر |

|  |

| تایوان                            | ۹۱–۱۱۲ | کرهٔ جنوبی |
| امتیاز بر پایه نیمه: ۴۱–۵۸, ۵۰–۵۴ |        |           |

### گروه III
| تیم     | بازی | برد | باخت | امتیاز برده | امتیاز باخته | تفاضل | امتیازات |
| ------- | ---- | --- | ---- | ----------- | ------------ | ----- | -------- |
| پاکستان | ۳    | ۳   | ۰    | ۲۶۷         | ۱۸۲          | ۸۵+   | ۶        |
| سنگاپور | ۳    | ۲   | ۱    | ۲۲۲         | ۲۱۰          | ۱۲+   | ۵        |
| اندونزی | ۳    | ۱   | ۲    | ۲۱۶         | ۲۰۴          | ۱۲+   | ۴        |
| بنگلادش | ۳    | ۰   | ۳    | ۱۵۹         | ۲۶۸          | ۱۰۹−  | ۳        |

| ۲۰ سپتامبر |

|  |

| سنگاپور                           | ۸۰–۶۶ | بنگلادش |
| امتیاز بر پایه نیمه: ۴۴–۳۱, ۳۶–۳۵ |       |         |

| ۲۰ سپتامبر |

|  |

| پاکستان                           | ۸۹–۶۲ | اندونزی |
| امتیاز بر پایه نیمه: ۵۲–۳۱, ۳۷–۳۱ |       |         |

| ۲۱ سپتامبر |

|  |

| بنگلادش                           | ۵۲–۱۰۴ | پاکستان |
| امتیاز بر پایه نیمه: ۱۶–۵۴, ۳۶–۵۰ |        |         |

| ۲۱ سپتامبر |

|  |

| سنگاپور                           | ۷۴–۷۰ | اندونزی |
| امتیاز بر پایه نیمه: ۴۷–۴۲, ۲۷–۲۸ |       |         |

| ۲۲ سپتامبر |

|  |

| سنگاپور                           | ۶۸–۷۴ | پاکستان |
| امتیاز بر پایه نیمه: ۳۹–۳۲, ۲۹–۴۲ |       |         |

| ۲۲ سپتامبر |

|  |

| اندونزی                           | ۸۴–۴۱ | بنگلادش |
| امتیاز بر پایه نیمه: ۳۲–۲۱, ۵۲–۲۰ |       |         |

### گروه IV
| تیم     | بازی | برد | باخت | امتیاز برده | امتیاز باخته | تفاضل | امتیازات |
| ------- | ---- | --- | ---- | ----------- | ------------ | ----- | -------- |
| مالزی   | ۲    | ۲   | ۰    | ۲۱۴         | ۱۵۷          | ۵۷+   | ۴        |
| تایلند  | ۲    | ۱   | ۱    | ۱۶۶         | ۱۸۴          | ۱۸−   | ۳        |
| هنگ کنگ | ۲    | ۰   | ۲    | ۱۷۱         | ۲۱۰          | ۳۹−   | '۲       |

| ۲۰ سپتامبر |

|  |

| تایلند                            | ۹۵–۸۵ | هنگ کنگ |
| امتیاز بر پایه نیمه: ۵۴–۴۵, ۴۱–۴۰ |       |         |

| ۲۱ سپتامبر |

|  |

| هنگ کنگ                           | ۸۶–۱۱۵ | مالزی |
| امتیاز بر پایه نیمه: ۴۱–۵۶, ۴۵–۵۹ |        |       |

| ۲۲ سپتامبر |

|  |

| تایلند                            | ۷۱–۹۹ | مالزی |
| امتیاز بر پایه نیمه: ۳۳–۵۹, ۳۸–۴۰ |       |       |

## رده‌بندی پنجم تا چهاردهم

### مکان سیزدهم
| ۲۳ سپتامبر |

|  |

| اندونزی                           | ۷۵–۱۰۴ | هنگ کنگ |
| امتیاز بر پایه نیمه: ۳۳–۵۹, ۴۲–۴۵ |        |         |

### مکان یازدهم
| ۲۳ سپتامبر |

|  |

| سنگاپور                           | ۸۵–۷۳ | تایلند |
| امتیاز بر پایه نیمه: ۳۹–۳۲, ۴۶–۴۱ |       |        |

### مکان نهم
| ۲۳ سپتامبر |

|  |

| پاکستان                           | ۷۷–۱۱۰ | مالزی |
| امتیاز بر پایه نیمه: ۳۵–۵۰, ۴۲–۶۰ |        |       |

### مکان هفتم
| ۲۴ سپتامبر ۱۳:۰۰ |

|  |

| فیلیپین                                           | ۸۹–۹۱ (OT) | عربستان سعودی |
| امتیاز بر پایه نیمه: ۴۵–۴۰, ۳۵–۴۰ وقت اضافه: ۹–۱۱ |            |               |

### مکان پنجم
| ۲۴ سپتامبر |

|  |

| ایران                             | ۱۰۱–۷۹ | هند |
| امتیاز بر پایه نیمه: ۳۸–۴۲, ۶۳–۳۷ |        |     |

## دور نهایی
|  | نیمه‌نهایی‌ها | نیمه‌نهایی‌ها |    |            | نهایی      | نهایی |  |
|  |             |             |    |            |            |       |  |
|  | ۲۳ سپتامبر  |             |    |            |            |       |  |
|  | چین         | ۹۲          |    |            |            |       |  |
|  | تایوان      | ۶۷          |    |            |            |       |  |
|  |             |             |    |            |            |       |  |
|  |             |             |    |            | ۲۴ سپتامبر |       |  |
|  |             |             |    |            | چین        | ۱۰۲   |  |
|  |             | کرهٔ جنوبی   | ۷۲ |            |            |       |  |
|  |             |             |    |            |            |       |  |
|  |             |             |    |            |            |       |  |
|  |             |             |    |            | مکان سوم   |       |  |
|  | ۲۳ سپتامبر  | ۲۳ سپتامبر  |    | ۲۴ سپتامبر | ۲۴ سپتامبر |       |  |
|  | کرهٔ جنوبی   | ۱۱۰         |    | تایوان     | ۶۹         |       |  |
|  | ژاپن        | ۸۶          |    |            | ژاپن       | ۵۸    |  |

### نیمه‌نهایی‌ها
| ۲۳ سپتامبر |

|  |

| چین                               | ۹۲–۶۷ | تایوان |
| امتیاز بر پایه نیمه: ۵۵–۳۳, ۳۷–۳۴ |       |        |

| ۲۳ سپتامبر |

|  |

| کرهٔ جنوبی                         | ۱۱۰–۸۶ | ژاپن |
| امتیاز بر پایه نیمه: ۵۳–۳۹, ۴۷–۴۷ |        |      |

### مکان سوم
| ۲۴ سپتامبر |

|  |

| تایوان                            | ۶۹–۵۸ | ژاپن |
| امتیاز بر پایه نیمه: ۳۳–۳۱, ۳۶–۲۷ |       |      |

### نهایی
| ۲۴ سپتامبر |

|  |

| چین                               | ۱۰۲–۷۲ | کرهٔ جنوبی |
| امتیاز بر پایه نیمه: ۴۲–۳۷, ۶۰–۳۵ |        |           |

## جدول نهایی
| رتبه | تیم           | رکورد |
| ---- | ------------- | ----- |
| 1    | چین           | ۸–۰   |
| 2    | کرهٔ جنوبی     | ۷–۱   |
| 3    | تایوان        | ۶–۲   |
| ۴    | ژاپن          | ۴–۳   |
| ۵    | ایران         | ۴–۳   |
| ۶    | هند           | ۲–۴   |
| ۷    | عربستان سعودی | ۳–۴   |
| ۸    | فیلیپین       | ۲–۵   |
| ۹    | مالزی         | ۴–۲   |
| ۱۰   | پاکستان       | ۳–۴   |
| ۱۱   | سنگاپور       | ۴–۳   |
| ۱۲   | تایلند        | ۱–۵   |
| ۱۳   | هنگ کنگ       | ۲–۴   |
| ۱۴   | اندونزی       | ۱–۵   |
| ۱۵   | بنگلادش       | ۰–۶   |

## جوایز
| قهرمان آسیا ۱۹۸۹     |
| -------------------- |
| · چین · هفتمین عنوان |